# Prva Liga (Serbien) 2006/07
Die Prva Liga 2006/07 war die erste Spielzeit der zweithöchsten Spielklasse im serbischen Männerfußball nach der Trennung von Serbien und Montenegro. Sie begann am 12. August 2006 und endete am 3. Juni 2007.

## Modus
Die 20 Mannschaften spielten an 38 Spieltagen jeweils zweimal gegeneinander. Die besten zwei Vereine stiegen direkt in die SuperLiga auf, die Teams auf den Plätzen drei bis sechs ermittelten in Play-offs einen Teilnehmer, der im Anschluss um den Aufstieg gegen den Zehnten der SuperLiga spielte. Die letzten sechs Vereine stiegen in die drittklassige Srpska Liga ab.

## Vereine
| Team                 | Stadt             | Stadion                  | Kapazität |
| -------------------- | ----------------- | ------------------------ | --------- |
| FK Radnički Niš      | Niš               | Stadion Čair             | 18.1510   |
| FK Radnički Pirot    | Pirot             | Stadion Dragan Nikolić   | 13.8160   |
| FK Spartak Subotica  | Subotica          | Gradski stadion Subotica | 13.0000   |
| FK Novi Pazar        | Novi Pazar        | Gradski Stadion          | 12.0000   |
| FK Napredak Kruševac | Kruševac          | Stadion Mladost          | 10.3310   |
| FK Mladost Lučani    | Lučani            | Stadion Mladost          | 5.944     |
| FK Mačva Šabac       | Šabac             | Gradski stadion Šabac    | 5.494     |
| FK Vlasina           | Vlasotince        | Stadion Rosulja          | 5.000     |
| FK Obilić            | Belgrad           | Stadion Obilić           | 4.600     |
| FK Čukarički         | Belgrad           | Stadion na Banovom brdu  | 4.070     |
| FK Inđija            | Inđija            | Gradski stadion Inđija   | 4.000     |
| FK Javor Ivanjica    | Ivanjica          | Stadion kraj Moravice    | 4.000     |
| OFK Mladenovac       | Mladenovac        | Stadion Selters          | 4.000     |
| FK Rad Belgrad       | Belgrad           | Stadion Obilić           | 3.919     |
| FK BASK              | Belgrad           | Stadion Careva čuprija   | 3.020     |
| FK BSK Borča         | Borča             | Stadion Borča            | 3.000     |
| FK Srem              | Sremska Mitrovica | Stadion Promenada        | 2.500     |
| FK ČSK Pivara        | Čelarevo          | Pivara Stadion           | 2.360     |
| FK Dinamo Vranje     | Vranje            | Jumko Stadion            | 2.205     |
| FK Sevojno           | Užice             | Stadion kraj Valjaonice  | 2.000     |

## Abschlusstabelle
| Pl. | Verein               | Sp. | S  | U  | N  | Tore    | Diff. | Punkte |
| --- | -------------------- | --- | -- | -- | -- | ------- | ----- | ------ |
| 1.  | FK Mladost Lučani    | 38  | 24 | 10 | 4  | 049:190 | +30   | 82     |
| 2.  | FK Čukarički         | 38  | 20 | 10 | 8  | 042:150 | +27   | 70     |
| 3.  | FK Napredak Kruševac | 38  | 19 | 8  | 11 | 052:380 | +14   | 65     |
| 4.  | FK BSK Borča         | 38  | 16 | 14 | 8  | 055:360 | +19   | 62     |
| 5.  | FK Rad Belgrad       | 38  | 18 | 8  | 12 | 053:340 | +19   | 62     |
| 6.  | FK Radnički Pirot    | 38  | 17 | 8  | 13 | 052:360 | +16   | 59     |
| 7.  | FK Sevojno           | 38  | 17 | 8  | 13 | 047:420 | +5    | 59     |
| 8.  | FK ČSK Pivara        | 38  | 13 | 17 | 8  | 038:260 | +12   | 56     |
| 9.  | FK Vlasina           | 38  | 14 | 14 | 10 | 038:370 | +1    | 56     |
| 10. | OFK Mladenovac       | 38  | 15 | 10 | 13 | 055:430 | +12   | 55     |
| 11. | FK Radnički Niš      | 38  | 14 | 13 | 11 | 045:350 | +10   | 55     |
| 12. | FK Javor Ivanjica    | 38  | 15 | 9  | 14 | 035:420 | −7    | 54     |
| 13. | FK Novi Pazar        | 38  | 15 | 8  | 15 | 045:510 | −6    | 53     |
| 14. | FK Srem              | 38  | 13 | 9  | 16 | 039:470 | −8    | 48     |
| 15. | FK Inđija            | 38  | 11 | 13 | 14 | 042:510 | −9    | 46     |
| 16. | FK Dinamo Vranje     | 38  | 10 | 15 | 13 | 033:370 | −4    | 45     |
| 17. | FK Mačva Šabac       | 38  | 10 | 11 | 17 | 026:490 | −23   | 41     |
| 18. | FK BASK              | 38  | 8  | 11 | 19 | 032:460 | −14   | 35     |
| 19. | FK Spartak Subotica  | 38  | 6  | 8  | 24 | 035:640 | −29   | 26     |
| 20. | FK Obilić            | 38  | 0  | 6  | 32 | 016:810 | −65   | 06     |

Platzierungskriterien: 1. Punkte – 2. Direkter Vergleich (Punkte, Tordifferenz, geschossene Tore) – 3. Tordifferenz – 4. geschossene Tore

## Play-offs
Die Mannschaften auf den Plätzen drei bis sechs ermittelten in zwei Runden einen Teilnehmer, der im Anschluss um den Aufstieg gegen den Zehnten der SuperLiga spielte.
1. Runde
|                   | Gesamt |                      | Hinspiel | Rückspiel |
| ----------------- | ------ | -------------------- | -------- | --------- |
| FK Radnički Pirot | 0:2    | FK Napredak Kruševac | 0:0      | 0:2       |
| FK Rad Belgrad    | 2:4    | FK BSK Borča         | 1:2      | 1:2       |

2. Runde
|              | Gesamt |                      | Hinspiel | Rückspiel |
| ------------ | ------ | -------------------- | -------- | --------- |
| FK BSK Borča | 2:3    | FK Napredak Kruševac | 2:1      | 0:2       |

Finale
|                                                | Gesamt |                                        | Hinspiel | Rückspiel |
| ---------------------------------------------- | ------ | -------------------------------------- | -------- | --------- |
| FK Napredak Kruševac 1 (Dritter der Prva Liga) | 0:1    | FK Borac Čačak (Zehnter der SuperLiga) | 0:0      | 0:1       |

## Torschützenliste
| Pl. | Spieler         | Verein               | Tore |
| --- | --------------- | -------------------- | ---- |
| 01. | Filip Đorđević  | FK Rad Belgrad       | 16   |
| 02. | Predrag Ilić    | FK Novi Pazar        | 13   |
| 02. | Marko Aleksić   | FK Vlasina           | 13   |
| 04. | Đorđe Lazić     | FK Mladost Lučani    | 12   |
| 04. | Lazar Popović   | FK Čukarički         | 12   |
| 04. | Nenad Vasić     | FK Napredak Kruševac | 12   |
| 07. | Rade Veljović   | FK Napredak Kruševac | 11   |
| 07. | Milan Kovačević | FK Srem              | 11   |
| 07. | Mladen Brkić    | OFK Mladenovac       | 11   |